# 亚历杭德罗·普埃尔托
亚历杭德罗·普埃尔托（西班牙語：Alejandro Puerto，1964年10月1日—），古巴男子摔跤运动员。他曾代表古巴参加1992年和1996年夏季奥林匹克运动会摔跤比赛，其中1992年奥运会获得一枚金牌。